# Stenella longirostris
La stenella dal lungo rostro (Stenella longirostris, (Gray, 1828)) è un piccolo cetaceo odontoceto della famiglia Delphinidae.

## Distribuzione e habitat
La Stenella longirostris vive nelle acque pelagiche tropicali di tutti i maggiori oceani del mondo. Nonostante solitamente viva in mare aperto, talvolta può spingersi fino alle coste delle isole tropicali.

## Descrizione

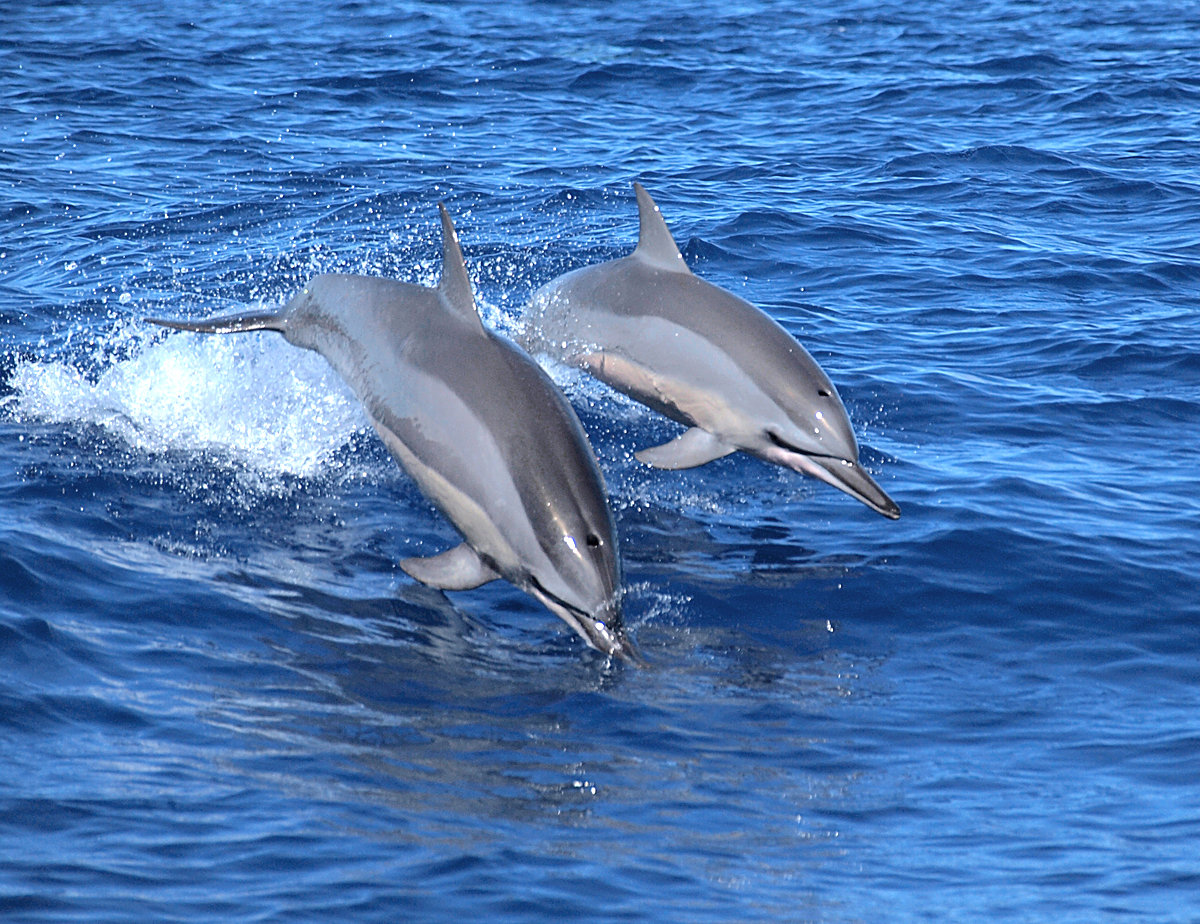
Stenella longirostris

La colorazione è grigio scura, con macchie più scure nella regione caudale, sul dorso e sulla gola. Di solito il ventre presenta delle macchie bianche, sebbene questa caratteristica sia molto variabile. Il rostro è lungo e sottile, così come le pinne pettorali sono eccezionalmente lunghe per un delfino di questa taglia. La pinna dorsale è eretta e nei maschi più anziani può essere curvata in avanti. Questa descrizione è comunque molto approssimativa, poiché queste stenelle sono i cetacei che presentano la maggiore diversità intraspecifica.
Gli adulti hanno una taglia che varia da 129 a 235 cm e un peso che va dai 23 ai 79 kg.

## Biologia
Si aggregano a formare dei gruppi (scuole) formati da un numero di esemplari che varia da pochi ad alcune migliaia. Sono estremamente acrobatici e praticano spesso il bowriding, cioè cavalcano le onde lasciate dalle prue delle navi. La ragione dei grandi salti acrobatici di questi animali è sconosciuta. Un'ipotesi è che  le bolle create dall'uscita e dal rientro in acqua possano servire per venire meglio identificati dagli altri appartenenti alla scuola per mezzo dell'ecolocalizzazione. Non è escluso comunque che questo comportamento possa essere solo un gioco. Alcuni esemplari sono stati osservati mentre compivano fino a 14 salti in rapida successione.

### Alimentazione
Si nutre di pesci, cefalopodi e crostacei.

### Riproduzione
La gestazione dura 10 mesi e la maturità sessuale viene raggiunta a circa 4-7 anni nelle femmine e 7-10 anni nei maschi.

## Tassonomia
La specie è stata scoperta da John Gray nel 1828.
Sono note 3 sottospecie:
- S. l. orientalis, che vive nel Pacifico orientale.
- S. l. centroamericana, anch'essa vive nel Pacifico orientale.
- S. l. longirostris, vive nel Pacifico centrale, attorno alle Hawaii.